# Tetrametro trocaico
Il tetrametro trocaico è un verso della metrica classica, formato da quattro sizigie trocaiche con dieresi mediana. Di questo tipo di verso esistono due varianti, una acataletta, più rara, e una catalettica, dall'ampio utilizzo.

## Tetrametro trocaico acataletto
Il tetrametro trocaico acataletto (— ∪ — ∪ | — ∪ — ∪ || — ∪— ∪ | — ∪ — ∪) è meno frequente della forma catalettica e non viene mai utilizzato come verso stichico: tendenzialmente, i due dimetri di cui è composto vengono considerati cola indipendenti, piuttosto che un unico verso. Non mancano però i casi in cui è utilizzato, talora usando come pausa non la dieresi centrale, ma una dieresi al terzo piede.
Es. Πῶλε Θρῃκίε τί δέ με λοξὸν ὄμμασιν βλέπουσα (Anacreonte, fr. 88 D)

## Tetrametro trocaico catalettico
Il tetrametro trocaico catalettico è il terzo più usato fra i versi stichici: esso veniva sempre recitato in parakatalogé, come attesta Senofonte. I primi ad usarlo sono Archiloco e gli altri giambografi, seguiti dai poeti lirici. Era il verso parlato della tragedia nella sua fase più antica, prima di essere rimpiazzato dal meno emotivo e più razionale trimetro giambico: in Eschilo è ancora abbastanza presente, Sofocle non lo usa quasi, Euripide se ne serve soprattutto nelle sue tragedie più tarde. Nella commedia, è di uso frequente in ogni epoca, sia nella commedia siciliana (Epicarmo), che in quella attica: nella Commedia Antica, una parte della parabasi le era dedicata, ed è usato come verso di dialogo, a fianco del trimetro giambico.
Lo schema del tetrametro catalettico è:
— ∪ — ∪ | — ∪ — ∪ || — ∪— ∪ | — ∪ X ∧
La forma pura del tetrametro è piuttosto rara: la si incontra più di frequente tra i giambografi che tra gli scrittori drammatici.
Es. τὸν γέροντα τῶ γέροντι, τὸν νέον δὲ τῷ νέῳ (Aristofane, Acarnesi, 718)
La lunga irrazionale è frequente nei piedi pari, mentre le soluzioni delle sillabe lunghe non sono così frequenti che per il trimetro, e si riscontrano in maggior misura nella commedia e nella tragedia che non nei poeti giambici e nei tragici più antichi. Il limite massimo delle risoluzioni è tre per verso: versi di questo tipo si incontrano nei comici ed in Euripide, ma sono rari.
La dieresi mediana è sempre rispettata dai giambografi e trascurata solo di rado dai tragici, mentre tra i comici i versi privi di tale dieresi, rimpiazzata da un'altra cesura, sono più numerosi.
La divisione del verso tra vari attori è possibile, ma mentre nei tragici più antichi e in Aristofane tale divisione avviene in concomitanza con la dieresi centrale, in Euripide e poi ancora di più in Menandro, il verso, è spezzato senza tener conto delle pause metriche, cercando di ottenere così un effetto di maggior immediatezza.
Lo zeugma di Porson (si veda trimetro giambico) è rigorosamente rispettato da Archiloco e nella tragedia, mentre non è vincolante per la commedia.
Ipponatte creò anche un tetrametro scazonte sul modello del trimetro giambico, sostituendo al trocheo uno spondeo nel penultimo piede: tale metro vuole, di solito, nel sesto piede, un trocheo puro.
Es. Ἀμφιδέξιος γάρ εἰμι κοὐκ ἀμαρτάνω κόπτων (Ipponatte, fr. 70 D)